# أنديرس بولو
أنديرس بولو (14 يوليو 1994 في الدنمارك - ) (بالدنماركية: Anders Bülow)‏ هو لاعب كريكت دانمركي. شارك مع منتخب الدنمارك الوطني للكريكت.

## وصلات خارجية
- أنديرس بولو على موقع إي آس بي آن كريك إنفو (الإنجليزية)